# ディエゴ・マルティン・ロドリゲス・ベリニ
ディエゴ・マルティン・ロドリゲス・ベリニ（スペイン語: Diego Martín Rodríguez Berrini、1989年9月4日 - ）は、ウルグアイ・モンテビデオ出身のサッカー選手。プリメーラ・ディビシオン・デフェンサ・イ・フスティシア所属。ポジションはMF。

## クラブ歴
2009年にデフェンソール・スポルティングで選手となり、10月27日に初出場。2013年にはウディネーゼ・カルチョに期限付き移籍するが出場機会は乏しかった。同年CDゴドイ・クルス・アントニオ・トンバに期限付き移籍し、2015年にCAインデペンディエンテに完全移籍した。

## 代表歴
2009年にウルグアイU-20代表として2009 南米ユース選手権に出場し、2009 FIFA U-20ワールドカップへの出場権を獲得、同大会にも参加した。
2011年にウルグアイU-22代表として2011年パンアメリカン競技大会に参加。主将を務め、3位に貢献した。
2012年にウルグアイU-23代表としてロンドンオリンピックに出場した。
2011年11月7日にウルグアイA代表として2014 FIFAワールドカップ・南米予選のチリ代表戦と親善試合のイタリア代表戦のメンバーに招集された。しかし出場は無かった。